# Turów (Łódź)
Pour les articles homonymes, voir Turów.
Turów est une localité polonaise de la gmina et du powiat de Wieluń en voïvodie de Łódź.